# NTVハプニング大賞
『NTVハプニング大賞』（エヌティーヴィー・ハプニングたいしょう）とはかつて、日本テレビで放送していたバラエティ・特別番組（NG集番組）。別名『NGハプニング大賞』『日テレ系ハプニングスペシャル』など。
なお、本項では後継番組にあたる『世界のドッキリNG大全集』（せかい - だいぜんしゅう）から『ナイナイのNGハプニング!スペシャル』まで取り上げる。

## 抱腹絶倒ハプニング!世界のドッキリNG大全集
1985年〜1987年、1989年に『木曜スペシャル』内にて放送。司会はタモリ。
日米の映画やテレビ番組、放送、CM撮影中に起こったNGやハプニングを紹介する番組。
エピソード
- 1985年（3月14日）に放送されたものでは小林完吾が『NNNきょうの出来事』放送中にくしゃみをするハプニングが放送された。以降、同アナのNGシーンの紹介が恒例となり、第3回（1987年3月12日放送）では、マッチこと近藤真彦とのクシャミ合戦が放送された。

## 芸能界・ウラの裏・全部見せます
1985年〜1989年に、『土曜トップスペシャル』、『木曜スペシャル』で放送された。
“爆笑NGシーン スター素顔の裏”や、“人気テレビ番組(秘)裏”などを放送。

## NTV人気番組対抗ハプニングNG大賞
1988年4月7日、木曜スペシャル内で放送された。
出演は、ビートたけし、渡辺徹、山田邦子など。

## NTV(秘)ハプニング大賞
1990年4月2日・10月1日に放送。人気番組対抗大爆笑NG集や生放送ニュース秘蔵NG集、美人アナNG集などが放送された。司会は福留功男・木村優子。第2弾の司会は山田邦子・みのもんた。
エピソード
- 日曜午後の『NNNニューススポット』のオープニングで誤って『笑点』のテーマソングが流れるハプニングが放送された。

## ハプニング(秘)NG大賞
1991年春から1992年秋にかけ、春祭り・秋祭り、新春の企画として放送。'91年4月10日放送分の司会は逸見政孝ほか。'91年10月4日分の司会は山田邦子・渡辺正行。他司会に峰竜太など。
エピソード
- 『木曜スペシャル タモリのいたずら大全集』にて大竹まことが山瀬まみにセクハラをし、おまけに番組のセットを壊すハプニングが放送された。

## 人気番組勢揃い!!(秘)テレビの裏側大公開
1993年3月22日と9月27日、春秋に放送された。
エピソード
電波少年のアポなし日本テレビ全番組出演企画、NGハプニング集などが放送された。
秋編のOPは『巨泉×前武ゲバゲバ90分!』のパロディで、全出演者がプラカードを持って登場した。

## 最新!NGハプニング(秘)テレビの裏側大公開!
1994年春から1995年秋にかけ、春秋の企画として放送。司会はみのもんた・福澤朗・角田久美子ら。
エピソード
'94年3月27日放送回では電波少年未公開ビデオ20本、新人美人アナデビューの模様、同9月26日放送回では『家なき子』秘蔵NG集、同回及び'95年3月14日放送回では桑田佳祐アポなし直撃、'95年9月25日放送回では、『恋も2度目なら』NG集、創作・完成させた“日テレラップ”にたけし、所、ヒロミ、岸部四郎、ナイナイ、福留功男などが挑戦する様子、女子アナ史上初の涙のプロレス実況の様子などが放送された。

### 日テレ番組出演者・コラボソングメドレー

#### 1994年12月・クリスマスソングメドレー
参加番組
- DAISUKI!
- 劇場版・家なき子
- 天才・たけしの元気が出るテレビ!!
- 投稿!特ホウ王国（河野景子アシスタント時代）
- スーパーJOCKEY（細川ふみえアシスタント時代）
- ズームイン!!朝!（福留時代）
- TVおじゃマンモス
- 世界まる見え!テレビ特捜部
- 全日本プロレス中継（ジャイアント馬場のみ）
- マジカル頭脳パワー!!
- おれはO型・牡羊座
- 静かなるドン
- ぐるぐるナインティナイン（関東ローカル時代）
- NNNきょうの出来事（櫻井よしこ時代）
- 夜もヒッパレ一生けんめい。

#### 1995年10月・NTVラップ
参加番組
- 天才・たけしの元気が出るテレビ!!
- 世界まる見え!テレビ特捜部
- THE夜もヒッパレ
- NNNきょうの出来事（櫻井よしこ時代）
- 新装開店!SHOW by ショーバイ2（山城新伍在任時代）
- 投稿!特ホウ王国（リサ・ステッグマイヤーがアシスタントの時代）
- 金曜ロードショー（水野晴郎時代）
- ズームイン!!朝!（福留時代）
- ビートたけしのお笑いウルトラクイズ
- ザ・シェフ
- TVおじゃマンモス
- スーパーJOCKEY（アシスタントが細川ふみえから辺見えみりに交代するタイミング）
- たたかうお嫁さま
- 江戸の用心棒II
- ぐるぐるナインティナイン（関東ローカル時代）
- ルックルックこんにちは（岸部四郎時代）
- ザ・ワイド（草野仁のみ）
- 欽ちゃんの仮装大賞
- DAISUKI!

## 名場面&(秘)ハプニングテレビの裏側大公開
1996年9月17日、火曜デラックス内で放送された。
エピソード
安達祐実の新ドラマに直撃した様子、新人美人アナ奮闘記などを放送。ゲストに大沢たかおが出演。

## 全日本ニュース大賞!!NG名珍場面&衝撃の瞬間!
1996年3月20日と1997年3月30日と1998年3月29日に放送された。
エピソード
系列各局のスクープ映像、NGハプニングシーンを約30名の女性キャスターが紹介。出演は香取慎吾など。

## ナイナイのNGハプニング!スペシャル
1997年〜2000年にかけて放送、司会はナインティナイン。